# Charlie Brown (The Coasters)
Charlie Brown is een liedje geschreven door het schrijvers- en producentenduo Jerry Leiber en Mike Stoller. Het nummer bereikte in de versie van The Coasters de Amerikaanse top 10 in de lente van 1959. De hoogste notering was nummer 2. Er zouden dat jaar voor The Coasters nog twee top 10-hits volgen: Along Came Jones en Poison Ivy. In België haalde Charlie Brown een 16e plaats.

## Tekst
Charlie Brown is de clown van de klas op een Amerikaanse ‘high school’ die zich altijd aanstelt en kattenkwaad uithaalt en maar niet wil begrijpen dat hij daarvoor gestraft wordt. "Why's everybody always pickin' on me?" ("Waarom heeft iedereen het altijd op mij gemunt?") luidt het refrein.
Midden in het nummer wordt de vraag "Guess who?" gesteld, waarop Charlie Brown de tegenvraag stelt: "Who, me?". Het antwoord "Yeah, you!" is op halve snelheid opgenomen, zodat het klinkt alsof  Alvin and the Chipmunks het antwoord geven. De saxofoonpartij in het nummer is van King Curtis.
De regel "Who calls the English teacher 'Daddy-o'?" zinspeelt waarschijnlijk op de film Blackboard Jungle uit 1955. In die film verbasteren scholieren de naam van hun nieuwe leraar Richard Dadier (gespeeld door Glenn Ford) tot ‘Daddy-o’, een slangterm voor een vriend of een vader.
In de radioprogramma’s van de Britse BBC mocht het nummer niet gedraaid worden wegens de regel "Who's always throwing spit balls?" ("Wie spuugt er altijd op zijn honkbal voor hij hem gooit?"). De BBC vond dit van slechte smaak getuigen.
Er is geen verband tussen het liedje en het personage Charlie Brown uit de strip Peanuts, hoewel dat weleens gesuggereerd is in een Amerikaanse tv-uitzending.
Het liedje is meer dan 80 keer opgenomen door verschillende artiesten, onder anderen Guy Mitchell, Voodoo Glow Skulls en het orkest van Count Basie onder de naam The Leiber & Stoller Big Band.
Charlie Brown van Coldplay is een ander nummer.

## In populaire media
Het liedje wordt gespeeld in de aftiteling van een gewelddadige tekenfilm Bring Me the Head of Charlie Brown uit 1986, een parodie op Peanuts. In die aftiteling wordt het lied trouwens toegeschreven aan The Platters in plaats van The Coasters.
In de film Jack uit 1996 zit de hoofdpersoon Jack Charles Powell met een groep kinderen en leraar Lawrence Woodruff in een boomhut, en ze zingen Charlie Brown. De boomhut kraakt al vervaarlijk onder hun gewicht, en als een vlinder erop landt, begeeft de boomhut het. Iedereen valt op de grond en Jack vraagt zich af "Why’s everybody always fallin' on me?"

## Three Cool Cats
De achterkant van Charlie Brown van The Coasters, Three Cool Cats, was een van de liedjes die The Beatles speelden bij hun onsuccesvolle auditie bij Decca Records in 1962. Hun versie staat op de verzamel-cd Anthology 1.

## Noot
1. ↑  Over wat er zoal niet mocht bij de BBC. Gearchiveerd op 13 januari 2017.